# Mantinc el català
Vous pouvez aider à l'améliorer ou bien discuter des problèmes sur sa page de discussion.
- Sa typographie ne respecte pas les conventions de Wikipédia. Vous pouvez solliciter de l’aide de l’Atelier typographique. (Marqué depuis avril 2023)
- La traduction doit être revue. Le contenu est difficilement compréhensible à cause d’erreurs de traduction, peut-être dues à l’utilisation d’un logiciel de traduction automatique. (Marqué depuis avril 2023)

Mantinc el català (en français, "je maintiens le catalan") est un collectif citoyen à but non lucratif implanté dans différentes parties des Pays Catalans,. Il réalise du volontariat linguistique avec pour mission de renforcer la normalisation du catalan et la revitalisation de la langue dans la sphère sociale et de convaincre le plus grand nombre possible de locuteurs catalans de ne pas changer de langue ni dans des situations quotidiennes dans la rue, ni dans le commerce, dans les administrations publiques ou avec les nouveaux venus,. Sa devise organisationnelle est "Je garde le catalan toujours, partout et avec tout le monde!" ».
Le groupe a été créé en 2021 sur Facebook après la publication d'un entretien avec la sociolinguiste catalane Carme Junyent i Figueras, spécialisée dans les langues minoritaires et qui avait publié l'ouvrage L'avenir du catalan dépend de vous quelques mois plus tôt. La présence du groupe s'est ensuite étendue à la plupart des autres canaux de médias sociaux, en particulier Twitter.
Il mène principalement des campagnes de sensibilisation et de diffusion numérique pour faire de la fidélité linguistique un modèle de comportement commun chez les locuteurs de catalan. Elle s'est également fait connaître pour ses actions de visibilité avec des panneaux d'affichage lors d'événements sportifs, culturels et populaires et lors de divers événements sociaux,,.

## Philosophie discursive
Le discours public de Mantinc el català, avec son propre décalogue, réside dans le souci proactif et respectueux du déclin de l'usage social du catalan dans la rue et de sa vitalité,. Elle appelle, à travers des postulats de justice linguistique, à faire prendre conscience des effets de la diglossie et de ses cas les plus flagrants de bilinguisme passif, comme lorsqu'un locuteur catalan passe à l'espagnol (ou au français en Catalogne du Nord, ou à l'italien en Alghero ) car il suppose qu'un immigré ou une personne ayant des caractéristiques physiques étrangères ne comprendra pas le catalan au début, mais ces autres langues le feront,.
Son raisonnement pour encourager l'affirmation linguistique du maintien du catalan — avec tout le monde dans le domaine linguistique et dès le début de toute conversation orale ou écrite, est de briser l' interposition linguistique de l'espagnol, du français et de l'italien comme langues franques. Et surtout aussi parce qu'il allègue que des enquêtes sur l'utilisation des langues dans les Pays Catalans indiquent qu'entre 60% (en Catalogne Nord) et jusqu'à 90% ou 97% de la population (à Alguer, Andorre, Catalogne, l' hémisphère occidental, le Pays Valencien et les Îles Baléares ),,,,, le comprend normalement, donc il n'est pas nécessaire de subordonner le catalan comme langue d'usage avec vitalité.

## Actions mises en évidence
Parmi les différentes actions de Mantinc el català, les campagnes numériques et les vidéos récurrentes avec des personnes de diverses sphères sociales se distinguent avant tout afin de les encourager à remplir leur devise,,. En 2022, pour la fête de la Sant Jordi, il a lancé une initiative pour que les citoyens de langue catalane se reposent pendant vingt et un jours en utilisant toujours le catalan comme langue initiale dans leur routine quotidienne, tant personnelle que professionnelle, et ainsi consolider vos habitudes idiomatiques et surmonter toute crainte ou doute de ne pas être compris ou de subir des préjugés,,. Ce défi s'est inspiré d'autres propositions similaires faites auparavant avec des langues comme le galicien et le basque et a reçu des adhésions comme celle des Œuvres culturelles des Baléares.

## Affiche et devise habituelle des campagnes de "Mantinc el català"
En revanche, il fait partie du mouvement informel des internautes qui, à l'été 2022, ont réclamé la résiliation massive des abonnements à Netflix - la plateforme de streaming vidéo la plus consommée du territoire catalan. Ils ont justifié cela compte tenu de la discrimination à l'égard du catalan dans leur catalogue linguistique, qui représentait moins de 0,5 % des milliers de titres disponibles, et de l'absence d' une interface utilisateur dans cette langue,. Cinq jours plus tard, Netflix a mis à jour jusqu'à 12 titres supplémentaires en catalan sur la plate-forme, l'un des premiers changements importants mis à la disposition des 190 pays actifs dans lesquels la société opérait et conformément à l'accord que la société avait conclu avec le gouvernement. de Catalogne.
Mantinc el Catalan participe également avec des banderoles et des tamasos à des manifestations pour la véhicularité de l'école en catalan, à des manifestations culturelles et sportives et à des ateliers de langue,. Il était également présent au CreaFest 2022, sur les créateurs de contenu et les influenceurs sur les réseaux dans cette langue. Au cours de la saison de football 2022-2023, il a lancé une campagne de micro-mécénat pour afficher une bannière géante avec son slogan lors du match Barça-Madrid, avec la possibilité de l'étendre à d'autres matchs des équipes catalanes de cette saison et des saisons suivantes,.
L'activité de ce groupe a été critiquée par plusieurs médias conservateurs de langue espagnole. En 2023, Crónica Global a qualifié le groupe de « radicaux du monolinguisme » et de déplacer « leur chasse aux sorcières vers les écoles » lorsque Mantinc el català a promu une pétition pour que les parents d'enfants de langue catalane demandent formellement aux écoles de savoir quelles étaient les habitudes linguistiques des leurs enfants dans les différents environnements de la journée scolaire et aux premiers stades de l'éducation. La Razón, pour sa part, l'a accusée de "harceler les castillans" et "une entité séparatiste, à l'instar d'autres similaires et subventionnées par le gouvernement catalan". Une autre polémique est née lorsque le groupe a plaidé sur Twitter pour que l' hôpital de Sant Joan de Déu de Barcelone privilégie l'utilisation du catalan dans les communications sur les réseaux sociaux, sachant que le centre hospitalier avait deux profils d'utilisateurs, chacun pour tweeter dans une langue. Crónica Global a publié un autre rapport sur cette affaire, qu'il a intitulé avec le terme "fanatiques catalans",.